# Gliese 842.2
Gliese 842.2 (GJ 842.2 / GJ 9764 / HIP 108467 / G 263-10) es una estrella en la constelación de Cefeo situada a 68,0 años luz del sistema solar. De magnitud aparente +10,48, no es observable a simple vista. La estrella conocida más cercana a Gliese 842.2 es Gliese 828.5, enana blanca distante 3,7 años luz.
Gliese 842.2 es una enana roja de tipo espectral M0.5V con una temperatura efectiva de 3500 K. Tiene una luminosidad equivalente al 6,3% de la luminosidad solar. Su metalicidad, expresada como la relación entre los contenidos de hierro e hidrógeno, es muy similar a la solar ([Fe/H] = 0,0), siendo su edad estimada de 200 millones de años. A diferencia de otras enanas rojas del entorno solar, no es una estrella fulgurante.
Gliese 842.2 está rodeada por un disco circunestelar de polvo, detectado por el exceso de radiación submilimétrica a λ = 850 μm. El disco, posiblemente inclinado respecto a nosotros, se encuentra alejado de la estrella, a una distancia media de 300 UA. Es un disco masivo cuya masa es 28 ± 5 veces la masa de la Luna —compárese con la masa del cinturón de Kuiper del sistema solar, aproximadamente 3 × 10−4 masas lunares—. Su temperatura, calculada en función de la distancia a la estrella, es de solo 13 K.